# NEDD8
NEDD8（neural precursor cell expressed, developmentally down-regulated 8）は、ヒトではNEDD8遺伝子にコードされるタンパク質である。出芽酵母Saccharomyces cerevisiaeでは、このタンパク質はRub1として知られる。このユビキチン様タンパク質は、限られた種類の細胞内タンパク質に共有結合的に付加される。この過程はNEDD化と呼ばれ、ユビキチン化と類似した過程である。ヒトのNEDD8のアミノ酸配列は、ユビキチンと60%同一である。NEDD8の既知の主要な基質はCullinタンパク質である。Cullinをサブユニットとして含むE3ユビキチンリガーゼ複合体は、CullinがNEDD化されているときにのみ活性化状態となる。このNEDD化はE2酵素をE3リガーゼ複合体へリクルートするために重要であり、ユビキチンの結合を促進する。NEDD8修飾は細胞周期の進行や細胞骨格の調節に関与していることが示唆されている。

## 活性化と結合
ユビキチンやSUMOと同様に、NEDD8はC末端テールのプロセシング後に細胞内タンパク質に共有結合的に結合する。NEDD8のE1酵素は、APPBP1（NAE1）とUBA3からなるヘテロ二量体である。APPBP1とUBA3はそれぞれユビキチンのE1酵素のN末端領域、C末端領域との相同性を有する。UBA3サブユニットには触媒中心が存在し、ATP依存的反応によってNEDD8を活性化して高エネルギーチオエステル中間体を形成する。その後、活性化されたNEDD8はE2酵素であるUbcH12（UBE2M）へ転移され、そして適切なE3リガーゼの存在下で特異的基質に対して共有結合的に結合する。

## 基質
活性化されたNEDD8の付加が行われる基質として最もよく特性解析がなされているのは、Cullinタンパク質（ヒトでは、CUL1、2、3、4A、5、7、PARC）である。CullinはCullin-RINGユビキチンリガーゼ（CRL）の分子的足場として機能するタンパク質であり、Cullinの保存されたリジン残基に対してNEDD8が共有結合的に付加される。CullinのNEDD化によってCRLにはコンフォメーション変化が生じ、標的タンパク質へのユビキチン転移が最適化されてユビキチン化活性が高まる。 

## 除去
NEDD8を結合タンパク質から除去するプロテアーゼはいくつか知られている。UCHL1、UCHL3、USP21はNEDD8とユビキチンに対する二重特異性を有する。NEDD8特異的な除去は、SCFユビキチンリガーゼのCUL1サブユニットからNEDD8を除去するCOP9シグナロソームや、SENP8（NEDP1、DEN1）によって行われる。

## DNA修復における役割
DNA損傷部位へのNEDD8の蓄積は、高度に動的な過程である。NEDD化は、ヌクレオチド除去修復（NER）経路のGGR（global genome repair）サブパスウェイにおいて短期間必要とされる。この過程では、紫外線照射によってDNA損傷が引き起こされた後、DDB2を含む複合体中のCUL4AがNEDD8によって活性化され、損傷除去へと進行する。
NEDD化はDNA二本鎖切断の修復とも関係している。非相同末端結合（NHEJ）は二本鎖切断の修復に高頻度で利用される修復経路である。この経路の第一段階はKu70/Ku80ヘテロ二量体に依存しており、DNA末端を取り囲む非常に安定なリング構造が形成される。NHEJ過程が完了した場合にはKuヘテロ二量体の除去が必要であり、さもなくば転写や複製の妨げとなる。Kuヘテロ二量体はDNA損傷とNEDD化依存的にユビキチン化され、NHEJ過程の完了後にKuやその他のNHEJ関連因子の修復部位からの遊離が促進される。

## がん化学療法
DNA修復遺伝子のプロモーター領域の高メチル化によるサイレンシングは、がんへの進行の最初期段階の1つとなっている可能性がある。DNA修復遺伝子の転写レベルでのサイレンシングは、生殖細胞系列変異と同様に作用すると考えられている。これらいずれかの機構によるDNA修復能力の喪失はゲノム不安定性をもたらし、その細胞やその子孫細胞ががんへ進行する素因となる。最も一般的な17種類のがんにおいて、DNA修復遺伝子のエピジェネティックなサイレンシングは高頻度で生じている。
上述したように、活性化されたNEDD8はNERとNEHJという2つのDNA修復経路に必要とされる。NEDD8の活性化が阻害された細胞ではNERやNHEJの欠如が引き起こされ、DNAの修復不足による損傷蓄積によって致死となる可能性がある。代替的DNA修復経路で機能する遺伝子のエピジェネティックなサイレンシングによってDNA修復不足ががん細胞で生じていた場合には、NEDD8の阻害の影響は正常細胞よりもがん細胞で大きなものとなる（合成致死性を参照）。 
NEDD8の活性化を阻害する薬剤であるペボネジスタット（MLN4924）は、2015–2016年に行われた4つの第I相臨床試験で有意な治療効果が示されている。これらの臨床試験は、急性骨髄性白血病や骨髄異形成症候群、再発/難治性多発性骨髄腫またはリンパ腫、転移性メラノーマ、進行性固形腫瘍が対象となっている。

## 前臨床研究

### PPARγ
PPARγはアディポジェネシスや脂肪細胞内の脂質蓄積に重要な役割を果たしている。活性化されたNEDD8はPPARγを安定化し、アディポジェネシスの増大をもたらす。マウスでの実験では、NEDD8活性化阻害薬であるペボネジスタットは高脂肪食誘発性の肥満や耐糖能異常を防止した。

### NF-κB
NF-κBの転写活性は、核移行を阻害するタンパク質IκB（IκBαやIκBβ）との物理的相互作用によって主に調節されている。IκBαの分解はユビキチン化によって媒介されており、このユビキチン化を担うE3リガーゼはNEDD化によって制御されている。ペボネジスタットはNEDD8の活性化を阻害し、そしてIκBのユビキチン化を阻害する。その結果、NF-κBの核移行が阻害される。ペボネジスタットは、NF-κBとその標的であるmiR-155に対する影響を介して、白血病細胞を移植されたマウスの生存を伸長する。

### 大腸がん
ペボネジスタットによるNEDD8活性化阻害は、大腸がん細胞株の16/122（13%）で成長の停止やアポトーシスを誘導することが示されている。そして患者腫瘍組織移植モデルでのさらなる解析により、ペボネジスタットは低分化型高グレード粘液癌に対して有効であることが明らかにされている。

## 相互作用
NEDD8は次に挙げる因子と相互作用することが示されている。
- AHR[20]
- NUB1（英語版）[21][22]
- UBA3（英語版）[23]
- UBE2M（英語版）[23]
- UCHL3（英語版）[24]

## 関連文献
- “Novel substrates and functions for the ubiquitin-like molecule NEDD8”. Biochemical Society Transactions 36 (Pt 5):  802–6. (October 2008). doi:10.1042/BST0360802. PMID 18793140.
- “Identification of a set of genes with developmentally down-regulated expression in the mouse brain”. Biochemical and Biophysical Research Communications 185 (3):  1155–61. (June 1992). doi:10.1016/0006-291X(92)91747-E. PMID 1378265.
- “Cloning of a cDNA which encodes a novel ubiquitin-like protein”. Biochemical and Biophysical Research Communications 195 (1):  393–9. (August 1993). doi:10.1006/bbrc.1993.2056. PMID 8395831.
- “Normalization and subtraction: two approaches to facilitate gene discovery”. Genome Research 6 (9):  791–806. (September 1996). doi:10.1101/gr.6.9.791. PMID 8889548.
- “A new NEDD8-ligating system for cullin-4A”. Genes & Development 12 (15):  2263–8. (August 1998). doi:10.1101/gad.12.15.2263. PMC 317039. PMID 9694792.
- “Cleavage of the C-terminus of NEDD8 by UCH-L3”. Biochemical and Biophysical Research Communications 251 (3):  688–92. (October 1998). doi:10.1006/bbrc.1998.9532. PMID 9790970.
- “Crystal structure of the human ubiquitin-like protein NEDD8 and interactions with ubiquitin pathway enzymes”. The Journal of Biological Chemistry 273 (52):  34983–91. (December 1998). doi:10.1074/jbc.273.52.34983. PMID 9857030.
- “Identification of the activating and conjugating enzymes of the NEDD8 conjugation pathway”. The Journal of Biological Chemistry 274 (17):  12036–42. (April 1999). doi:10.1074/jbc.274.17.12036. PMID 10207026.
- “Molecular cloning and characterization of human AOS1 and UBA2, components of the sentrin-activating enzyme complex”. FEBS Letters 448 (1):  185–9. (April 1999). Bibcode: 1999FEBSL.448..185G. doi:10.1016/S0014-5793(99)00367-1. PMID 10217437.
- “Conjugation of the ubiquitin-like protein NEDD8 to cullin-2 is linked to von Hippel-Lindau tumor suppressor function”. Proceedings of the National Academy of Sciences of the United States of America 96 (10):  5510–5. (May 1999). Bibcode: 1999PNAS...96.5510L. doi:10.1073/pnas.96.10.5510. PMC 21890. PMID 10318914.
- “Cullin-3 targets cyclin E for ubiquitination and controls S phase in mammalian cells”. Genes & Development 13 (18):  2375–87. (September 1999). doi:10.1101/gad.13.18.2375. PMC 317026. PMID 10500095.
- “Motoneuronal cell death is not correlated with aggregate formation of androgen receptors containing an elongated polyglutamine tract”. Human Molecular Genetics 9 (1):  133–44. (January 2000). doi:10.1093/hmg/9.1.133. PMID 10587588.
- “Covalent modification of all members of human cullin family proteins by NEDD8”. Oncogene 18 (48):  6829–34. (November 1999). doi:10.1038/sj.onc.1203093. PMID 10597293.
- “Nedd8 modification of cul-1 activates SCF(beta(TrCP))-dependent ubiquitination of IkappaBalpha”. Molecular and Cellular Biology 20 (7):  2326–33. (April 2000). doi:10.1128/MCB.20.7.2326-2333.2000. PMC 85397. PMID 10713156.
- “Modification of cullin-1 by ubiquitin-like protein Nedd8 enhances the activity of SCF(skp2) toward p27(kip1)”. Biochemical and Biophysical Research Communications 270 (3):  1093–6. (April 2000). doi:10.1006/bbrc.2000.2576. PMID 10772955.
- “A dominant-negative UBC12 mutant sequesters NEDD8 and inhibits NEDD8 conjugation in vivo”. The Journal of Biological Chemistry 275 (22):  17008–15. (June 2000). doi:10.1074/jbc.275.22.17008. PMID 10828074.
- “NUB1, a NEDD8-interacting protein, is induced by interferon and down-regulates the NEDD8 expression”. The Journal of Biological Chemistry 276 (23):  20603–9. (June 2001). doi:10.1074/jbc.M100920200. PMID 11259415.
- “Targeting of NEDD8 and its conjugates for proteasomal degradation by NUB1”. The Journal of Biological Chemistry 276 (49):  46655–60. (December 2001). doi:10.1074/jbc.M108636200. PMID 11585840.
- “The Nedd8-conjugated ROC1-CUL1 core ubiquitin ligase utilizes Nedd8 charged surface residues for efficient polyubiquitin chain assembly catalyzed by Cdc34”. The Journal of Biological Chemistry 277 (1):  516–27. (January 2002). doi:10.1074/jbc.M108008200. PMID 11675391.